# Żagań (gmina wiejska)
Żagań (do 1954 gmina Dzietrzychowice) – gmina wiejska w województwie lubuskim, w powiecie żagańskim. W latach 1975–1998 gmina położona była w województwie zielonogórskim.
Siedziba gminy to Żagań.
Według danych z 30 czerwca 2004 gminę zamieszkiwało 7012 osób. Natomiast według danych z 31 grudnia 2017 roku gminę zamieszkiwały 7243 osoby.

## Struktura powierzchni
Według danych z roku 2002 gmina Żagań ma obszar 281,11 km², w tym:
- użytki rolne: 36%
- użytki leśne: 48% (Bory Dolnośląskie)

Gmina stanowi 24,85% powierzchni powiatu.

## Demografia

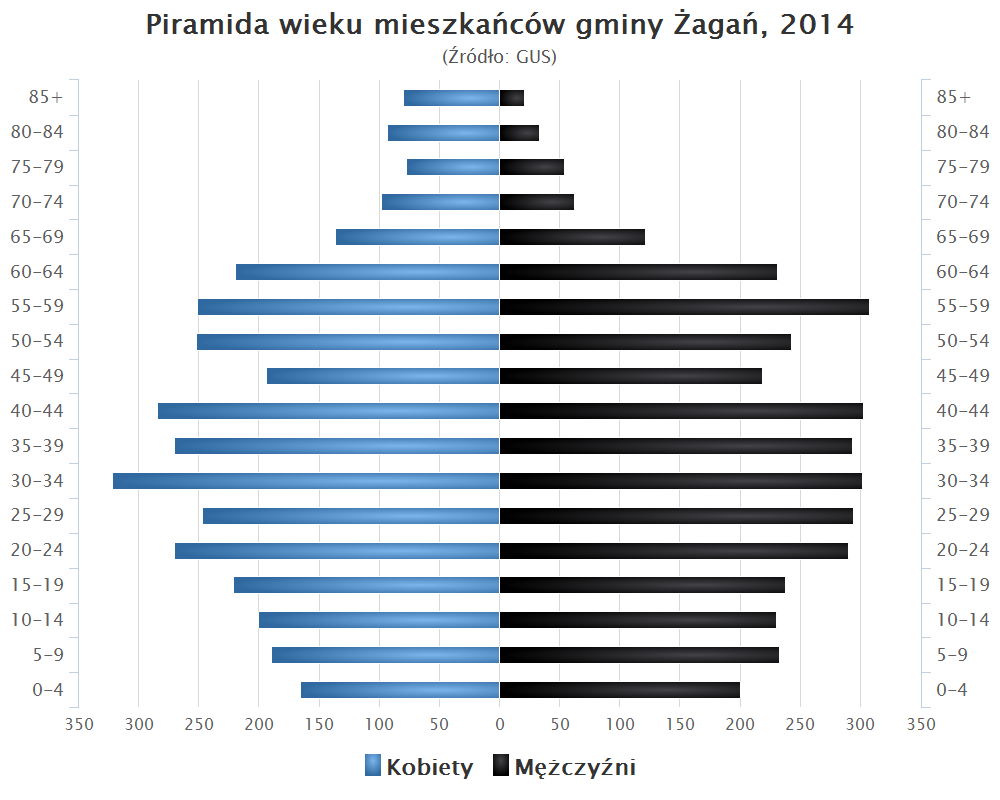
Piramida wieku mieszkańców gminy Żagań w 2014 roku

Dane z 30 czerwca 2004:
| Opis                              | Ogółem | Ogółem | Kobiety | Kobiety | Mężczyźni | Mężczyźni |
| --------------------------------- | ------ | ------ | ------- | ------- | --------- | --------- |
| jednostka                         | osób   | %      | osób    | %       | osób      | %         |
| populacja                         | 7012   | 100    | 3515    | 50,1    | 3497      | 49,9      |
| gęstość zaludnienia (mieszk./km²) | 24,9   | 24,9   | 12,5    | 12,5    | 12,4      | 12,4      |

## Sołectwa
Bożnów, Bukowina Bobrzańska, Chrobrów, Dzietrzychowice, Gorzupia, Jelenin, Łozy, Miodnica, Nieradza, Pożarów, Rudawica, Stara Kopernia, Tomaszowo, Trzebów, Stary Żagań

## Pozostałe miejscowości
Dobre nad Kwisą, Dybów, Gorzupia Dolna, Gryżyce, Kocin, Marysin, Nieradza, Pruszków, Puszczyków.

## Sąsiednie gminy
Brzeźnica, Iłowa, Małomice, Nowogród Bobrzański, Osiecznica, Szprotawa, Żagań (miasto), Żary